# Thewis Wits
Thewis Wits (Den Haag, 8 mei 1947 – Groningen, 28 december 2014) was een Groningse politicus, actief in de studentenpolitiek en in de gemeentelijke politiek, onder meer als wethouder voor de CPN.

## Student en GSb
Thewis Wits was een van de oprichters en tevens eerste voorzitter van de Groninger Studentenbond (GSb). In de periode van Wits’ voorzitterschap was de GSb naast studentenvakbond, de grootste studentenfractie in de universiteitsraad van de Rijksuniversiteit Groningen. In deze periode van universitaire democratisering was daarmee de invloed van Wits en de zijnen op het universitaire beleid relatief groot. Wits studeerde aanvankelijk enige jaren aan de Technische Universiteit Delft (1966-1969) voordat hij in Groningen psychologie ging studeren (1969–1976). Daarnaast vervulde hij tal van bestuurlijke functies, zoals het lidmaatschap van  de Subfaculteitsraad, Faculteitsraad Sociale Wetenschappen, DB-lid Vakgroep Bedrijfs- en Organisatiepsychologie en was hij fractievoorzitter van de Groninger Studentenbond in de Universiteitsraad. Wits behoorde tot de met de CPN sympathiserende vleugel van de GSb, die een groot stempel drukte op de GSb. Dit betekende onder meer dat er volgens het democratisch-centralistische principe werd gewerkt, waarbij nadat eenmaal consensus was bereikt, afwijkende meningen niet getolereerd werden. De consequentie hiervan was dat er op enig moment mede door Wits een GSb-fractielid uit de fractie werd gezet, iets waarvan Wits later aangaf spijt te hebben. Wits zette zich als GSb-activist en studentlid van de onderzoek- en onderwijsgroep Themagroep Noord-Nederland bij Psychologie in voor de strijd van de arbeiders in Oost-Groningen. Daarbij kwam hij in contact met arbeidersvoorman en CPN'er Fre Meis.

## CPN en gemeentepolitiek
Wits werd actief in de Groningse politiek en sloot zich aan bij de destijds invloedrijke Communistische Partij Nederland (CPN), waarvan hij toetrad tot het partijbestuur. In de stad Groningen werd hij wethouder (1976–1982) met als portefeuilles onder meer Sociale Zaken, Cultuur, Sport en Recreatie en Nutsbedrijven. Hij was samen met onder meer Max van den Berg en Jacques Wallage lid van diverse linkse meerderheidscolleges, gesteund door D66, PvdA, PSP, PPR en CPN. Na verschillende conflicten stapte hij (en dus de CPN) uit het college van B&W.

## Ambtelijke loopbaan
Vanaf 1988 bekleedde Wits verschillende functies bij de gemeente Groningen. Zo was hij tussen 1994 en 2000 directeur van de Dienst Afvalreiniging en tussen 2000 en 2013 directielid van de Milieudienst. Hij was tevens voorzitter van regio Noord van de NVRD, de Koninklijke Vereniging  voor Afval- en Reinigingsmanagement. Wits speelde een belangrijke rol bij de reorganisatie van de Groningse Reinigingsdienst die 'bedrijfsmatiger en wijkgerichter’ zou moeten gaan werken. Ook gaf hij impulsen aan nieuwe, per gemeente specifieke vormen van scheiding van afval.

## Overige maatschappelijke functies
Wits vervulde verschillende functies in de Groningse cultuurwereld. Hij was bijvoorbeeld voorzitter van De Voorziening (nu Noord Nederlands Toneel); coördinator van de dansgroep Reflex en voorzitter van Grand Theatre Grandioos. In 2013 werd hij bestuurslid van de Natuur en Milieufederatie Groningen, welke functie hij vervulde tot zijn overlijden op 28 december 2014.